# August Hirsch (Bauingenieur)
August Hirsch (* 16. April 1852 auf Gut Tralauerholz bei Rethwischdorf; † 30. April 1922 in Aachen) war ein deutscher Bauingenieur, Hafenbaumeister und Hochschullehrer, er lehrte als Professor für Verkehrswasserbau und war zeitweise Rektor der Technischen Hochschule Aachen.

## Leben und Wirken
Nach seinem Abitur studierte August Hirsch Bauingenieurwesen an der Technischen Hochschule Aachen und absolvierte 1881 das 2. Staatsexamen zum Regierungsbaumeister (Assessor in der öffentlichen Bauverwaltung). Er sammelte praktische Erfahrungen an der Kaiserlichen Werft Kiel und an der Kaiserlichen Werft Wilhelmshaven und wurde schließlich ab 1882 als Bauleiter für die Hafenbaugesellschaft Rhein-Ruhr-Kanal-Aktienverein in Duisburg zum Bau von Hafenbrücken und Schleusen eingestellt. Im Jahr 1885 folgte Hirsch einem Ruf von Ludwig Franzius nach Bremen, um dort als Abteilungsleiter den Bau des künftigen Bremer Freihafens mit zu planen.
Bereits vier Jahre später holte ihn Feodor Goecke im Auftrag der städtischen Verwaltung als seinen Nachfolger und Hafenbaudirektor zurück nach Duisburg, wo Hirsch in den folgenden 16 Jahren den Innen- und Außenhafen ausbaute und erweiterte sowie den 1899 eröffneten Parallelhafen neu erstellte. Damit hatte er maßgeblichen Anteil an der künftigen Weltgeltung der später im Jahr 1905 vereinigten Duisburg-Ruhrorter Häfen. In diesem Zusammenhang beschritt er auch neue Wege bei der Planung und Integration der verschiedenen Umschlagsarten für Massengut, dem entsprechenden Bau der Kohlenkipper und der Eisenbahnausrüstung.
Nach der Zusammenlegung dieser Häfen unter der Leitung der Finanzbehörden wechselte Hirsch, mittlerweile zum Geheimen Baurat befördert, zur RWTH Aachen, wo man ihn zum ordentlichen Professor für Verkehrswasserbau und Grundbau der Fakultät für Bauingenieurwesen berief. Hier lehrte er bis zu seiner Emeritierung im Jahr 1921 und leitete als Rektor zwischenzeitlich die Hochschule von 1911 bis 1913 als Nachfolger von August Hertwig und war darüber hinaus Mitglied des Aachener Bezirksvereins des Vereins Deutscher Ingenieure (VDI).
Im Jahr 1928 beschloss die Stadtverwaltung Duisburg, ihrem früheren Hafenbaudirektor August Hirsch zu Ehren eine Straße nach ihm zu benennen, die zunächst nur Hirschstraße und schließlich ab 1931 August-Hirsch-Straße genannt wurde.
August Hirsch war Angehöriger des Corps Delta.

## Familie
Hirsch war ein Sohn des Gutsbesitzers Gustav Adolph Hirsch (1806–1882) und dessen Ehefrau Emma Elisabeth Schröder (1816–1887).
Am 12. September 1882 heiratete er Anna Schilling (1857–1941), Tochter des Ingenieurs Johannes Hermann Schilling (1829–1864) aus dessen Ehe mit Elisabeth Kunhardt (1835–1905), der jüngsten Tochter des Hamburger Kaufmanns Carl Philipp Kunhardt (1782–1854). Das Ehepaar hatte fünf Kinder, von denen drei Söhne im Ersten Weltkrieg gefallen sind. Die Tochter Elisabeth Hirsch (1888–1940) war mit dem Bauingenieur und Professor an der Technischen Hochschule Aachen, Oskar Domke (1874–1945), verheiratet und der Sohn Arnold Hirsch (* 1898) wurde Präsident der Bundesanstalt für Gewässerkunde in Koblenz und war Vater des Rechtswissenschaftlers Hans Joachim Hirsch (1929–2011).

## Schriften
- Sperrschleuse in Duisburg. In: Centralblatt der Bauverwaltung. Nr. 51, 1885, S. 538–539 (zlb.de).
- August Hirsch, Hugo Hoernecke, Wilhelm Sunkel, Friedrich Neukirch, R. Müller: Neue Hafen-Anlagen zu Bremen eröffnet im Jahre 1888. Hrsg.: Ludwig Franzius. Gebrüder Jänecke, Hannover 1888, OCLC 699047422 (digitalis.uni-koeln.de).
- Die Erweiterung der Duisburger Hafen-Anlagen. In: Centralblatt der Bauverwaltung. Nr. 32, 1895, S. 341–343 (zlb.de).
- Die Wiedereinführung von Schifffahrtsabgaben auf den natürlichen Wasserstrassen. Festrede zur Vorfeier des Geburtstages Sr. Majestät Kaiser Wilhelms II. gehalten am 25. Januar 1908 in der Aula der Königl. Technischen Hochschule zu Aachen. La Ruelle, Aachen 1908, OCLC 163091730 (RWTH Aachen [PDF; 1,1 MB; abgerufen am 3. März 2015]).
- Die Eisenbahnausrüstung der Häfen. Hrsg.: Verein zur Wahrung der Rheinschiffahrtsinteressen (= Zeitfragen der Binnenschiffahrt. Heft 13). Rhein-Verlagsgesellschaft, Duisburg 1922, OCLC 72544274.

## Weblink und Quellen
- Personengruppen – Rektoren. archiv.rwth-aachen.de
- duisburgweb.de